# Alabagrus donnai
Alabagrus donnai är en stekelart som beskrevs av Leathers och Michael J. Sharkey 2003. Alabagrus donnai ingår i släktet Alabagrus och familjen bracksteklar. Inga underarter finns listade i Catalogue of Life.